# هینتون سنت جورج
هینتون سنت جورج (به انگلیسی: Hinton St George) یک روستا و محله مدنی در بریتانیا است که در سامرست جنوبی واقع شده‌است. هینتون سنت جورج ۴۴۲ نفر جمعیت دارد.